# Dunwich (Lovecraft)
Pour les articles homonymes, voir Dunwich.
Dunwich est une ville imaginaire du Massachusetts, États-Unis, créée par l'écrivain H.P. Lovecraft. Elle est citée pour la première fois dans la nouvelle L'Abomination de Dunwich (1929).
Dunwich se situe dans la vallée de la fictive rivière Miskatonic, qui fait partie de la région imaginaire parfois appelée Pays de Lovecraft. Les habitants sont dépeints comme consanguins, sans instruction, et très superstitieux, alors que la ville elle-même est décrite comme économiquement pauvre, avec de nombreux bâtiments décrépis et abandonnés.

## Origine
Lovecraft a pu nommer la ville d'après le port disparu de Dunwich dans le Suffolk en Angleterre. Cette ville a été le sujet (sans pour autant que son nom ne soit mentionné) du poème By the North Sea de Algernon Swinburne, qui était dans une anthologie en possession de Lovecraft. Ce Dunwich apparaît également dans la nouvelle "The Terror" d'Arthur Machen (1917), dont on sait qu'elle a été lue par Lovecraft.
Lovecraft pourrait également avoir été inspiré par d'autres villes de Nouvelle-Angleterre avec des noms se terminant en « -wich », comme Ipswich près de Salem (Massachusetts), East et West Greenwich à Rhode Island et Greenwich dans le Massachusetts, un village rural en déclin qui a depuis été inondé pour créer le Quabbin Reservoir. Bien que le nom de la ville anglaise soit prononcé « DUN-nich » (comme pour le Greenwiches de Nouvelle-Angleterre), Lovecraft n'a jamais précisé comment il préférait que l'on prononce son Dunwich.
Enfin, Lovecraft se serait inspiré de Athol, Massachusetts, pour créer Dunwich, ainsi que d'autres villes dans l'ouest du Massachusetts.

## Description
Lovecraft situe Dunwich dans le « centre nord du Massachusetts », qu'un voyageur « peut trouver en se tromp[ant] de direction à l'embranchement de la barrière de péage d'Aylesbury, au-delà de Dean's Corner ». Aylesbury et Dean's Corners sont tous les deux des créations de Lovecraft, ne figurant dans aucune autre de ses histoires, bien qu'Aylesbury soit mentionné dans son poème Fungi de Yuggoth.
L'Abomination de Dunwich décrit la région autour de Dunwich comme « étrange et désolée », « des ravins insondables coupent la chaussée » et celle-ci « traverse une étendue marécageuse qui inspire une aversion instinctive ».
La végétation sauvage est luxuriante et la faune abondante, tout particulièrement les engoulevents, les lucioles et les crapauds-buffles. Cependant, « les champs cultivés sont particulièrement rares et improductifs ». Le visiteur s'étonne devant les « toits à croupe appartenant à une époque architecturale beaucoup plus ancienne que celle de la région avoisinante » et n'est « guère rassuré en constatant que la plupart des maisons désertes tombent en ruine ». Enfin, les habitants silencieux et furtifs sont « victimes d'une dégénérescence répugnante ».
Lovecraft décrit le village de Dunwich ainsi :

Au-delà d'un pont couvert, il aperçoit un petit village blotti entre le fleuve et le flanc vertical de Round Moutain, et s'étonne de voir des toits à croupe appartenant à une époque architecturale beaucoup plus ancienne que celle de la région avoisinante. Il n'est guère rassuré en constatant que la plupart des maisons désertes tombent en ruine, que l'église au clocher démantelé abrite l'unique boutique du hameau. Il craint de s'aventurer dans le ténébreux tunnel du pont, mais il est impossible de l'éviter. Après l'avoir franchi, il ne peut s'empêcher de sentir une légère odeur pernicieuse, odeur de pourriture entassée au cours des siècles. Il éprouve un grand soulagement à s'éloigner de ce lieu en suivant l'étroit chemin qui longe la base des collines et traverse une vaste plaine pour rejoindre enfin la barrière de péage d'Aylesbury. Plus tard, il apprend qu'il est passé par le village de Dunwich.

## Autres références
La ville est le cadre d'une vague adaptation cinématographique de la nouvelle L'Abomination de Dunwich, avec Dean Stockwell et Sandra Dee (1970). Elle sert également de cadre au film Witchouse, bien que la ville elle-même ne soit jamais vue, le film se déroulant en totalité à l'intérieur d'un manoir.
Le film d'horreur Frayeurs, réalisé par Lucio Fulci, comporte une ville appelée Dunwich, nommée ainsi en hommage à Lovecraft.
Le jeu de rôle de Chaosium L'Appel de Cthulhu utilise Dunwich dans son univers. Un supplément intitulé Retour à Dunwich, un village oublié au pays de Lovecraft lui est d'ailleurs entièrement consacré.
Le jeu de plateau Horreur à Arkham, tiré du précédent, comporte une extension intitulée The Dunwich Horror ; comme son nom l'indique, elle permet de visiter Dunwich.
Le jeu vidéo The Bard's Tale inclut une ville nommée Dunwich dans laquelle de nombreux événements occultes se produisent.
La nouvelle de Stephen King, Le Molosse surgi du soleil, incluse dans le recueil Minuit 4, fait référence à Dunwich.
La ville de Dunwych, avec un 'y', est mentionnée dans la saison 3 de Sept jours pour agir comme étant un village de pêcheurs en Nouvelle-Angleterre, où les habitants deviennent fous à cause d'armes biologiques provenant du fond des mers.
Dans le jeu Fallout 3, on trouve le "Dunwich Building" dont le sous-sol abrite un obélisque orné de crânes. Les holodisques trouvés durant l'exploration du bâtiment nous dévoilent peu à peu le personnage de Jaime sombrant dans la folie ; dans le dernier, on l'entend scander le nom d'Alhazred.
Sur l'album d'Electric Wizard "Witchcult Today", paru en 2007, Dunwich est le titre d'une des pistes.